# فیات ۵۰۰

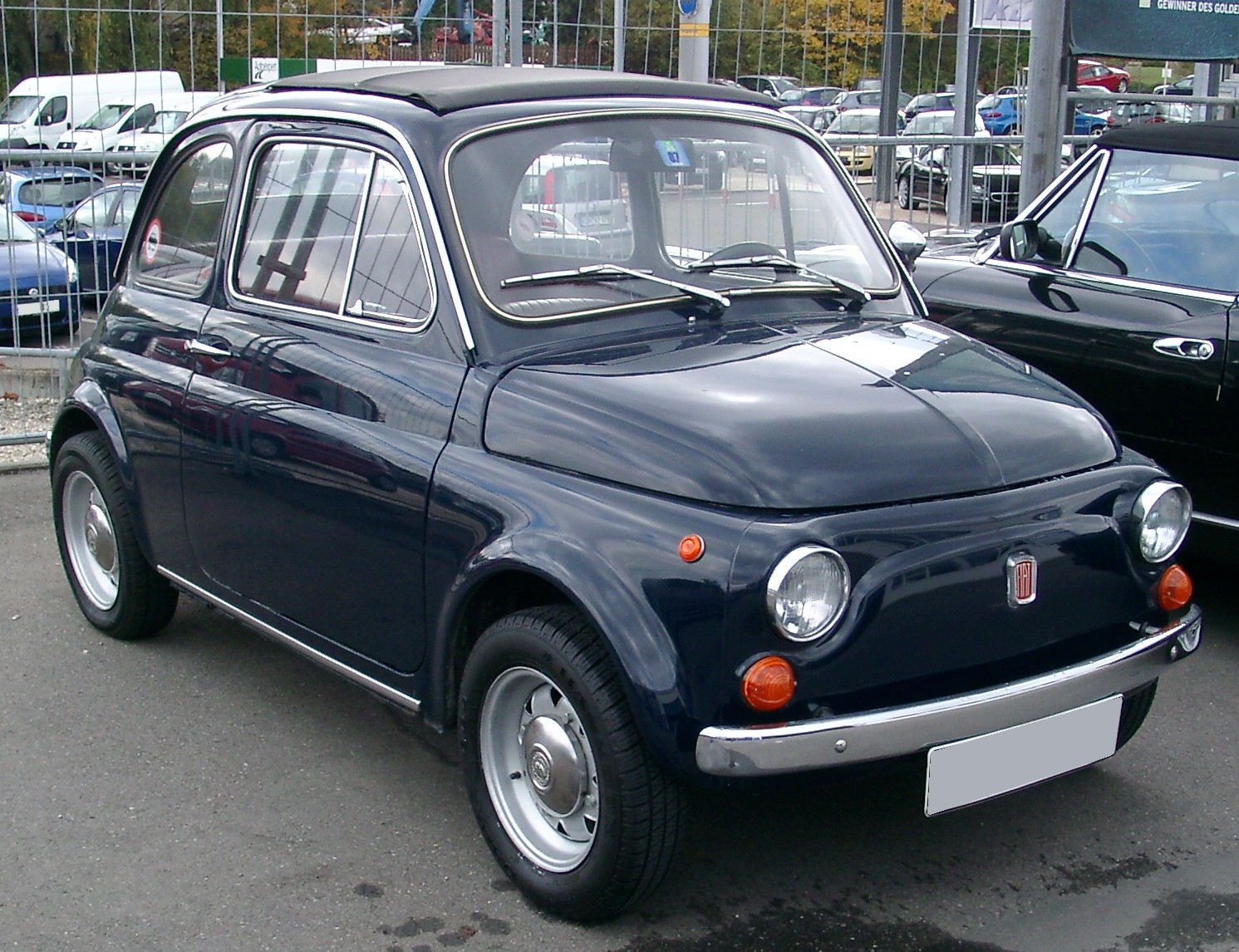

فیات ۵۰۰ (Fiat 500) یا فیات چینکوئه‌چنتو خودرویی است که بین سال‌های ۱۹۵۷ تا ۱۹۷۵ توسط شرکت ایتالیایی فیات در تورین تولید می‌شده‌است. فیات ۵۰۰ یکی از معروف‌ترین محصولات فیات به‌شمار می‌رود. بعداً از همین نام چینکوئه‌چنتو برای فیات چینکوئه‌چنتو نیز مجدد استفاده شد.
این خودرو در کلاس خودرو شهری قرار گرفته و طراحی آن به شکل خودروهای موتور عقب-محور عقب است. طول آن در حالت طبیعی ۲٫۹۷ متر (۱۱۶٫۹ اینچ)، عرض آن در حالت طبیعی ۱٫۳۲ متر (۵۲٫۰ اینچ)، ارتفاع آن در حالت طبیعی ۱٫۳۲ متر (۵۲٫۰ اینچ)، وزن آن در حالت طبیعی ۴۹۹ کیلوگرم (۱٬۱۰۰ پوند)، است. سیستم جعبه‌دندهٔ آن ۴ دنده به صورت دستی است.
ظرفیت موتور این خودرو ۴۷۹ سی‌سی بود اما چون در زبان ایتالیایی تلفظ کواتروچنتوستانتانوره برای خود ایتالیایی‌ها هم سخت است به نام ۵۰۰ معرفی شد. این خودرو که موتورش هوا خنک است و به دلیل گران و سنگین‌وزن بودن فولاد از سقف پارچه‌ای در آن استفاده شده بود ابعاد کوچکی داشت که در خیابان‌های باریک ایتالیا راحت تردد میکرد و ظرفیت داخلی مناسبی برای تفریحات خانوادگی و مصرف سوخت پایین داشت همینطور به دلیل ارزان قیمت بودن از خودروهای مردمی مشهور تاریخ ایتالیا به‌شمار می‌آید و از نظر مقایسه با ترابانت کمونیستی آلمان شرقی و بیتل آلمان نازی خودروی شاداب‌تری شمرده می‌شود.